# Кордай
Корда́й (каз. Қордай) — село, центр Кордайського району Жамбильської області Казахстану. Адміністративний центр та єдиний населений пункт Кордайського сільського округу.
До 1995 року село називалося Георгієвка. До 1997 року до складу села були включені сусідні Красний Партизан, Цемзавод та Чумиш.
Населення — 38012 осіб (2021; 27443 у 2009, 24854 у 1999, 23345 у 1989).